# Irwin Schiff
Irwin Schiff, detto The Fat Man (New York, 5 gennaio 1937 – New York, 8 agosto 1987), è stato un imprenditore e un associato della malavita organizzata statunitense.
Formalmente risultava a capo della Construction Coordinators Corp. con sede nel Queens, un’azienda che, secondo quanto riportato, non disponeva né di un numero telefonico né di un ufficio operativo. Secondo diverse fonti, Schiff era coinvolto in attività di usura ed era ritenuto vicino agli ambienti mafiosi. È stato inoltre avvistato in compagnia del boss della famiglia Lucchese, Anthony Corallo. Nonostante ciò, si presentava pubblicamente come consulente finanziario.

## Biografia
Schiff nacque nel Bronx il 5 gennaio 1937 e frequentò la William Howard Taft High School a New York.
Visse in un attico di cinque stanze nell’Upper East Side, per il quale pagava un affitto mensile di 13.000 dollari, e guidava una rara Stutz Bearcat d’epoca, valutata 185.000 dollari.
Affermava con orgoglio di essere proprietario del Georgian Hotel a Lake George, nello Stato di New York, e del nightclub China Grove nell’Upper West Side, sebbene tali rivendicazioni siano state messe in dubbio da varie fonti.
Secondo documenti giudiziari depositati a Newark, New Jersey, Schiff collaborava con l’FBI dal 1978 in qualità di informatore, fornendo informazioni su casi di corruzione che coinvolgevano il politico Donald Manes. Avrebbe anche contribuito alle indagini su episodi di furto e corruzione da parte di appaltatori impegnati nei lavori presso il Jacob Javits Center. Sempre secondo i documenti ufficiali, Schiff deteneva una partecipazione di controllo nella Luis Electric Contracting Corporation, un’azienda con sede a Long Island City che operò proprio nel cantiere del Javits Center.

## Carriera criminale
Nel 1962, Schiff fu condannato per aver emesso assegni fraudolenti e, nel 1977, si dichiarò colpevole di evasione fiscale. Per quest’ultimo reato ricevette una condanna sospesa di cinque anni e una multa di 5.000 dollari.
Al momento della sua morte, era sotto indagine da parte dell’Internal Revenue Service (IRS) e si trovava a fronteggiare sentenze giudiziarie per un totale di circa un milione di dollari.
Era riuscito a evitare il pagamento di un debito di 127.230 dollari con American Express, oltre a una condanna da un milione di dollari ottenuta in tribunale da un suo ex socio in affari.

## Morte
Schiff fu assassinato l’8 agosto 1987 mentre cenava al ristorante Bravo Sergio, nell’Upper East Side di Manhattan. Due anni dopo, Louis "Bobby" Manna fu condannato per averne ordinato l’omicidio e ricevette una pena di 80 anni di carcere. Anche Richard DeSciscio fu condannato come esecutore materiale del delitto. Secondo le prove raccolte, tre giorni prima dell’omicidio furono registrate delle conversazioni in un ristorante di Hoboken, New Jersey, in cui Manna, DeSciscio e il proprietario del locale, Martin "Motts" Casella, venivano identificati mentre discutevano dell’eliminazione di Schiff.
Il patrimonio lasciato da Schiff ammontava a un impero da 6 milioni di dollari, comprendente un attico da 1,5 milioni nell’East Side, due Rolls-Royce, una Lincoln Town Car, oltre a investimenti in un duo musicale di sorelle cantanti e in un progetto cinematografico abortito incentrato sulla figura del mafioso Lucky Luciano.